# Kreuzigungsbildstock (Grafenrheinfeld, 1619)

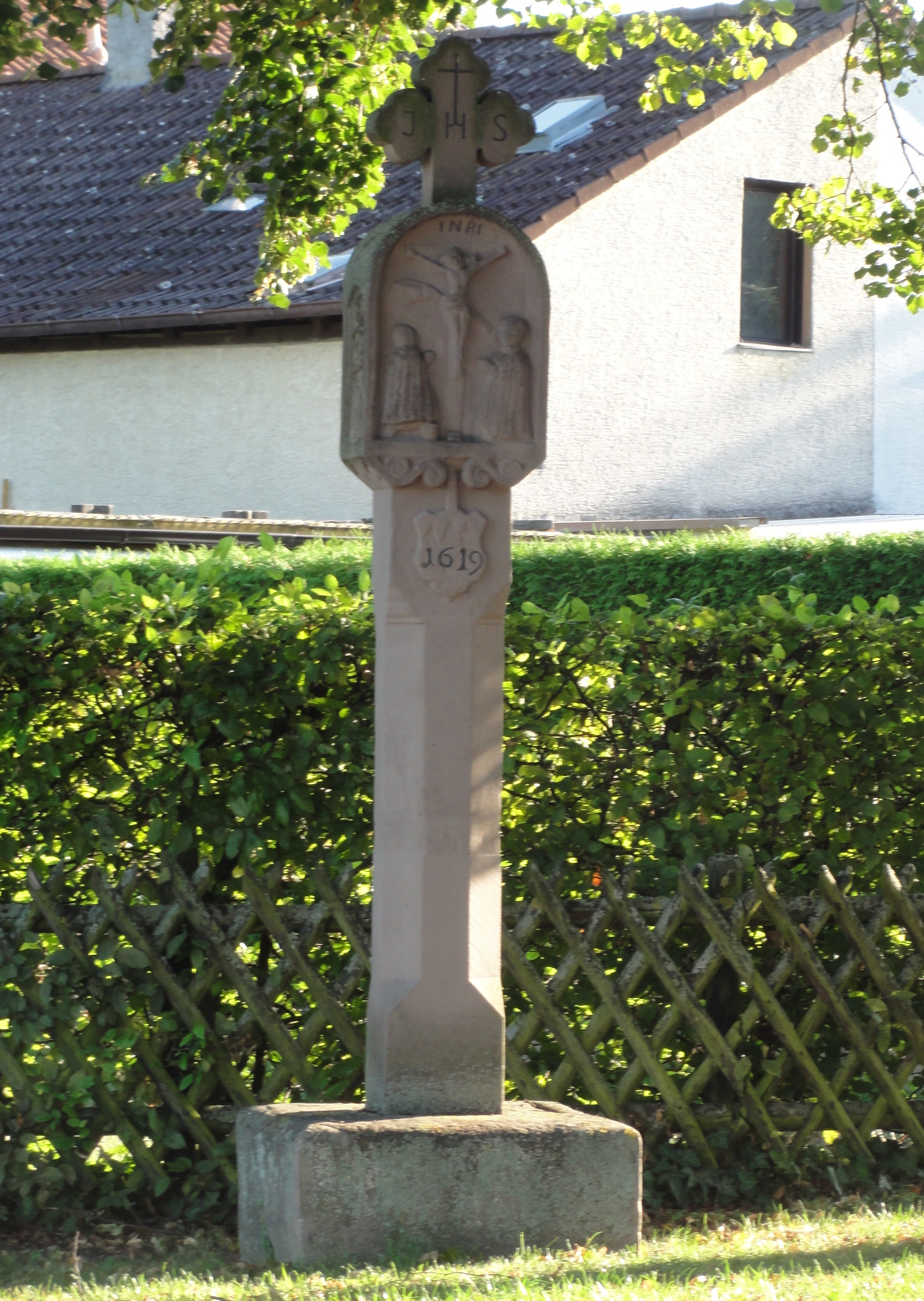
Der Bildstock in Grafenrheinfeld

Der Kreuzigungsbildstock von 1619 ist eine Marter im unterfränkischen Grafenrheinfeld. Er wurde im Zuge der Gegenreformation als sogenannter Monolithbildstock errichtet.

## Geschichte
Die sogenannten monolithischen Bildstöcke prägten in der Zeit der Gegenreformation die Region um Schweinfurt. Die Würzburger Fürstbischöfe förderten die Aufstellung dieser Glaubensdenkmäler überall im Bistum. Grund hierfür war unter anderem die Ausbreitung der lutherischen Lehre und die Abkehr der Freien Reichsstadt Schweinfurt vom alten Glauben. Der Bildstock ist vom Bayerischen Landesamt für Denkmalpflege als Baudenkmal eingeordnet.
Der Grafenrheinfelder Bildstock entstand während der Regierungszeit des Fürstbischofs Johann Gottfried I. von Aschhausen im Jahr 1619. Er wurde von „Hanns Stein“ und seiner Ehefrau gestiftet. Zunächst befand sich die Marter am südöstlichen Ortsrand. Später wurde sie an einer Feldwegkreuzung neben einem kleinen Weiher in der Nähe des Dorfes aufgestellt. Heute steht der Bildstock in der Flur Lehmgrube in der Nähe des Finkenweges im Osten des Dorfes.

## Beschreibung
Die monolithischen Bildstöcke weisen allesamt ein ähnliches Erscheinungsbild auf. Die rechteckigen, massiven Säulen gehen in einen blockhaften Kopfteil über. Allesamt wurden aus einem einzigen Stein geschaffen. Der Sockel besitzt eine quadratische Basis, die im oberen Bereich häufig jedoch stark abgeschrägt ist. Zumeist sind die Stöcke mit Wappendarstellungen verziert. In großer Mehrzahl überwiegen die Darstellungen von Kreuzigungsszenen im Aufsatz.
Der Grafenrheinfelder Bildstock wurde mit einer Darstellung der Kreuzigung Christi gearbeitet. Christus am Kreuz ist allerdings von zwei unbekannte Adoranten eingerahmt. Darunter wurde ein Wappen mit dem fränkischen Rechen und der Jahreszahl 1619 angebracht. Auf der Rückseite wurde eine Inschrift eingemeißelt. Sie lautet: „Gott Zu Ehren/ lies Hanns Stein/ burger Zu Gräffen/ Reinfeld und Mar/ garitha seine Ehe/ liche Hausfrau“. Auf der linken Seite erkennt man ein Relief des heiligen Petrus, rechts ist der heilige Andreas dargestellt.